# Kỳ Na giáo

Đạo kỳ của Kì-na giáo

Biểu tượng của Kì-na giáo.

Kì Na giáo, Kì-na giáo (tiếng Trung Quốc: 耆那教, Bính âm: qí nà jiào), Jain giáo hay là Jaina giáo (tiếng Anh: Jainism), là một tôn giáo của Ấn Độ, một tôn giáo có hệ tư tưởng ngoài hệ thống thánh điển Kinh Vệ-đà, mặc dù trong số những vị mở đường ấy có Rishabhanata, Ajitanatha và Neminatha; cả ba đều ở thời cổ đại và được đề cập tới trong kinh Yajurveda.
Kì-na giáo là một trong những tôn giáo lâu đời trên thế giới. Kì-na giáo do Mahavira (559 TCN - 527 TCN) sáng lập ra tại bắc Ấn Độ gần như là cùng thời với Phật giáo. Triết lý và phương thức thực hành của đạo dựa vào nỗ lực bản thân để đến cõi Niết Bàn. Trong một thời gian dài Kì-na là tôn giáo của vương quốc Ấn Độ và được truyền bá rộng rãi ở tiểu lục địa Ấn Độ. Tôn giáo này đã suy yếu từ thế kỷ VIII do sự phát lên mạnh mẽ của các tín đồ đi theo đạo Hindu và đạo Hồi.
Kì-na giáo là tôn giáo thiểu số ở Ấn Độ với 4,2 triệu tín đồ, và có một số nhóm nhỏ di cư đến Bỉ, Canada, Hồng Kông, Nhật Bản, Singapore, và Hoa Kỳ. Tín đồ Kì-na giáo có trình độ biết chữ cao nhất trong bất kỳ cộng đồng tôn giáo nào khác ở Ấn Độ (94,1%), và các thư viện bản thảo của họ là cổ nhất ở đất nước này.

## Giáo điều

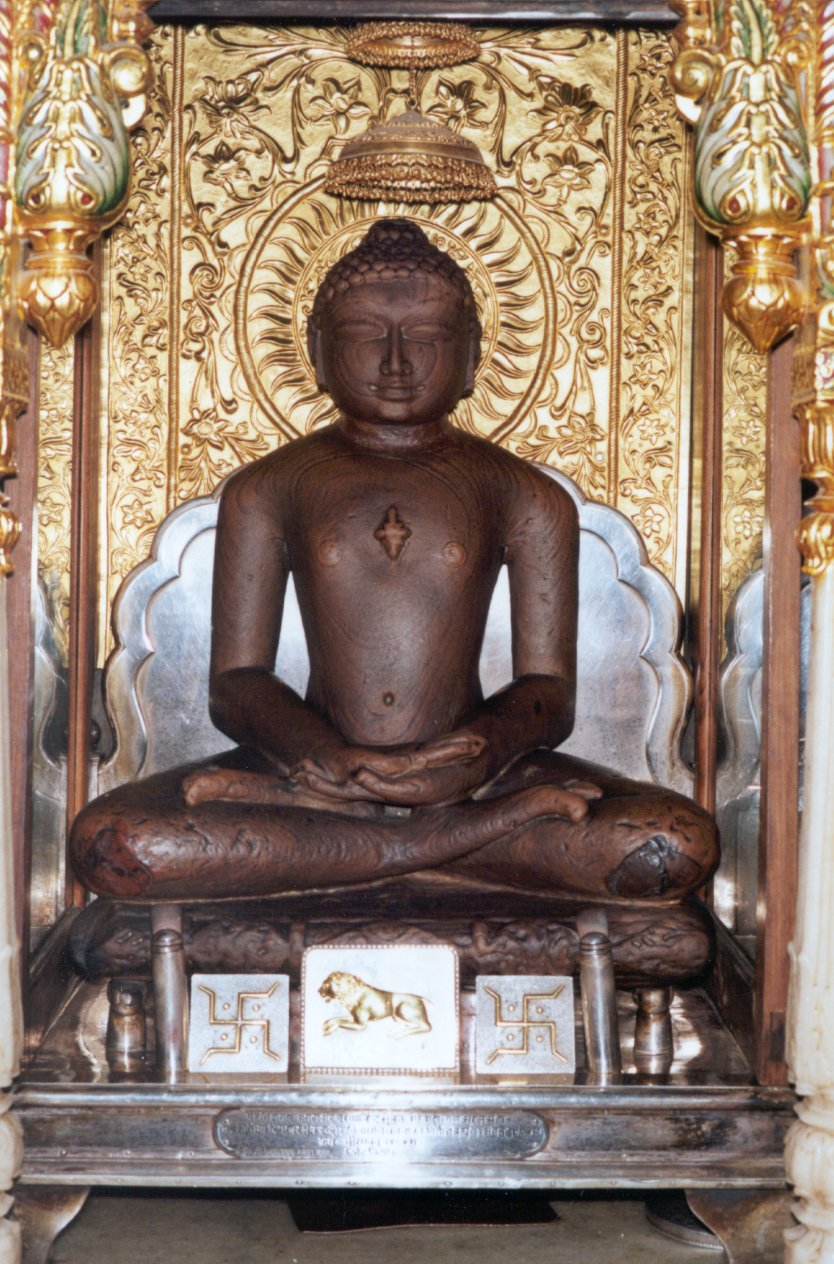
Mahavir người sáng lập đạo Kì-na

Những người nhận ra được chân lí, muốn theo giáo đoàn làm tu sĩ phải thực hành 22 điều khổ hạnh như: kềm chế cơn đói, khát, chịu đựng sự khắc nghiệt của thời tiết nóng, lạnh, chấp nhận môi trường thiên nhiên cho muỗi đốt, ruồi bu, đối với cơ thể khống chế sự khát vọng về quyền lực, danh vọng, thù ghét, yêu thương và chối bỏ hoàn toàn nhục dục … và với tư tưởng:
- Bất hại là quan điểm giáo lý quan trọng của Kì-na giáo. Bất hại bắt nguồn từ tư tưởng, sau đó được bày tỏ qua lời nói và cuối cùng là hành động cho nên Tu sĩ phải luôn ghi nhớ về các quy định sau:
  1. Cẩn trọng trong ngôn từ.
  2. Cẩn trọng trong suy tư.
  3. Thận trọng khi đi đứng.
  4. Tập trung khi nâng vật lên hoặc để vật xuống.
  5. Khi ăn uống, phải quan sát thức ăn và nước uống.
  6. Từ bỏ tất cả những sở hữu thế tục.
  7. Để cho ngũ giác quan thỏa mãn là một tội lỗi.
  8. Mỗi năm ẩn cư 3 tháng mùa mưa.
  9. Chấp nhận thức ăn từ sự hỷ cúng của thế gian.
  10. Mặc đồ khác biệt với xã hội.
  11. Ăn chay tuyệt đối.
- Những quy định cho người cho tại gia có 5 điều:
  1. Không tổn hại mạng sống hữu tình (ahimsa).
  2. Không nói dối (satya).
  3. Không trộm cắp (asteya).
  4. Không tà dâm (brahmacarya).
  5. Hạn chế tham đắm các sở hữu thế tục (aparigraha).

Lời khuyên thứ năm của giáo điều còn mang thông điệp đến các tín đồ, không nên để thân xác và tâm lý bị lôi cuốn, trói buộc vào thế giới vật dục, do giác quan mang lại những khoái cảm thì cũng bị xem là tội lỗi.

## Tôn chỉ Kì-na giáo

### Đạo đức học

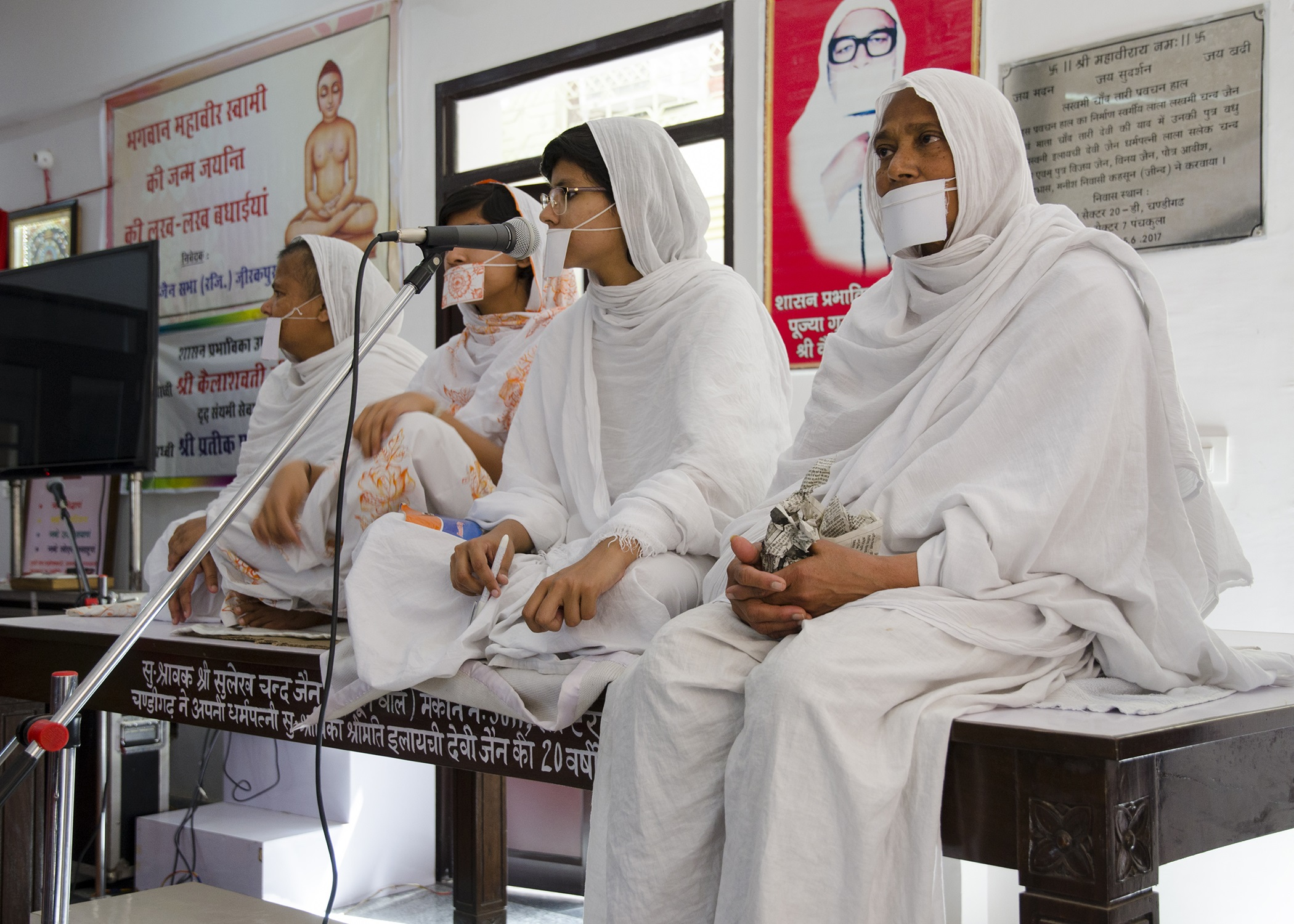
Các tín đồ Kỳ Na giáo

•  Bất hại là giao lý trọng tâm của quan điểm Kỳ-na giáo. Được nhận thức qua tư tưởng, sau đó được bày tỏ qua lời nói và cuối cùng là hành động. 
- Bác bỏ các nghi lễ Bà la môn như là phương thế để thành tựu giải thoát, từ việc cử hành chính xác các nghi lễ.
- Phủ định sự hiện hữu của cảnh giới thiêng liêng vĩnh cửu, ngài tin rằng linh hồn của con người bị mắc kẹt trong thế giới vật chất, cần được giải thoát nhằm thành tựu sự toàn mỹ.
- Biến giới luật bất hại (ahimsa) thành tâm điểm tuyệt đối của triết học và đạo đức học thực hành.
- Kì-na giáo mang tính vô thần chủ nghĩa. Hoàn toàn khác với Ấn giáo, Kỳ Na giáo không có những cái tuyệt đối, không có sự hiệp nhất sau cùng của Tiểu ngã Atman vào Đại ngã Brahman hằng cửu. Thay vào đó, Kỳ Na giáo cho rằng giải thoát sau cùng là sự thừa nhận rằng tinh thần của ta mới là một thực tại tối hậu.
- Chính nghiệp báo lèo lái vũ trụ, chứ chẳng phải một thần linh nào cả. Thế giới không có khởi đầu nhưng được xem là đang chuyển động qua các thời kỳ tiến hóa và thoái hóa. Khi linh hồn được giải thoát, ở đó chỉ còn lại niềm tin, tri thức, đức hạnh và mọi trạng thái chân chính hoàn hảo. Khi hết thảy các nghiệp báo ràng buộc đều bị loại bỏ, linh hồn vút bay lên tới bến bờ không gian vũ trụ.Một hang động Kỳ Na giáo

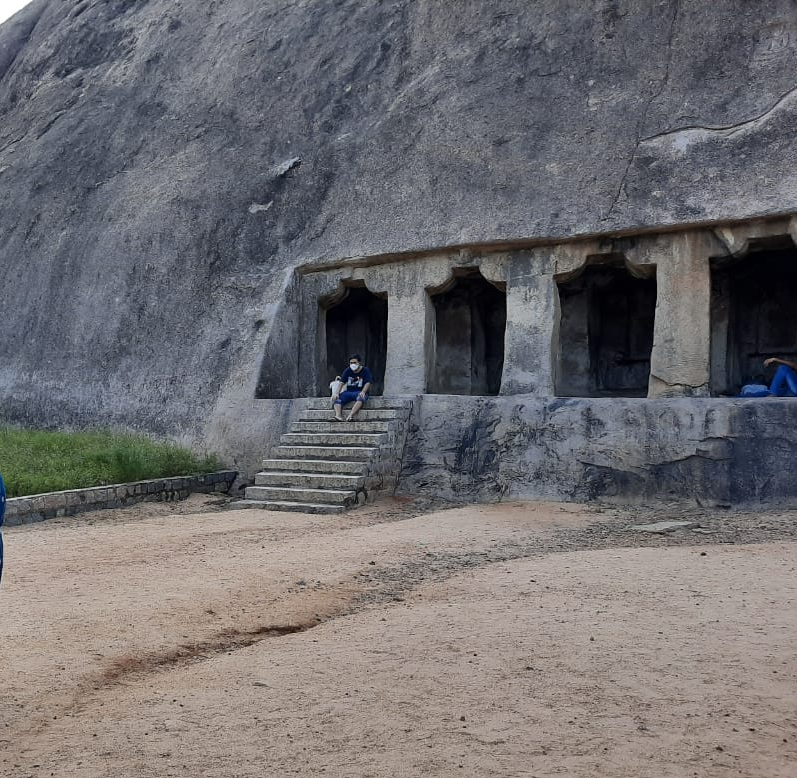
Một hang động Kỳ Na giáo

### Thánh điển
1. Bốn nguyên lý đưa đến tuệ giác:
  1. Công đức của tôn giáo (dharma)
  2. Thịnh vượng (artha)
  3. An lạc (kāma)
  4. Giải thoát (moksha)
2. Thất đế: Muốn chế ngự bản thân, phải có phương pháp tự kiềm chế các loại ham muốn và dục vọng. Phương pháp tích cực thuộc về sự chỉ dẫn theo nguyên tắc mà các vị tổ đã trải qua, có như vậy mới hướng được đạo tâm phát triển.
  1. Mạng.
  2. Phi mạng (linh hồn và phi linh hồn).
  3. Lậu nhập (nghiệp vào linh hồn của con người).
  4. Lậu hoặc (trói buộc ngăn không cho con người giải thoát).
  5. Chế ngự.
  6. Tĩnh tâm.
  7. Giải thoát.Một bàn thờ của người Kỳ Na giáo

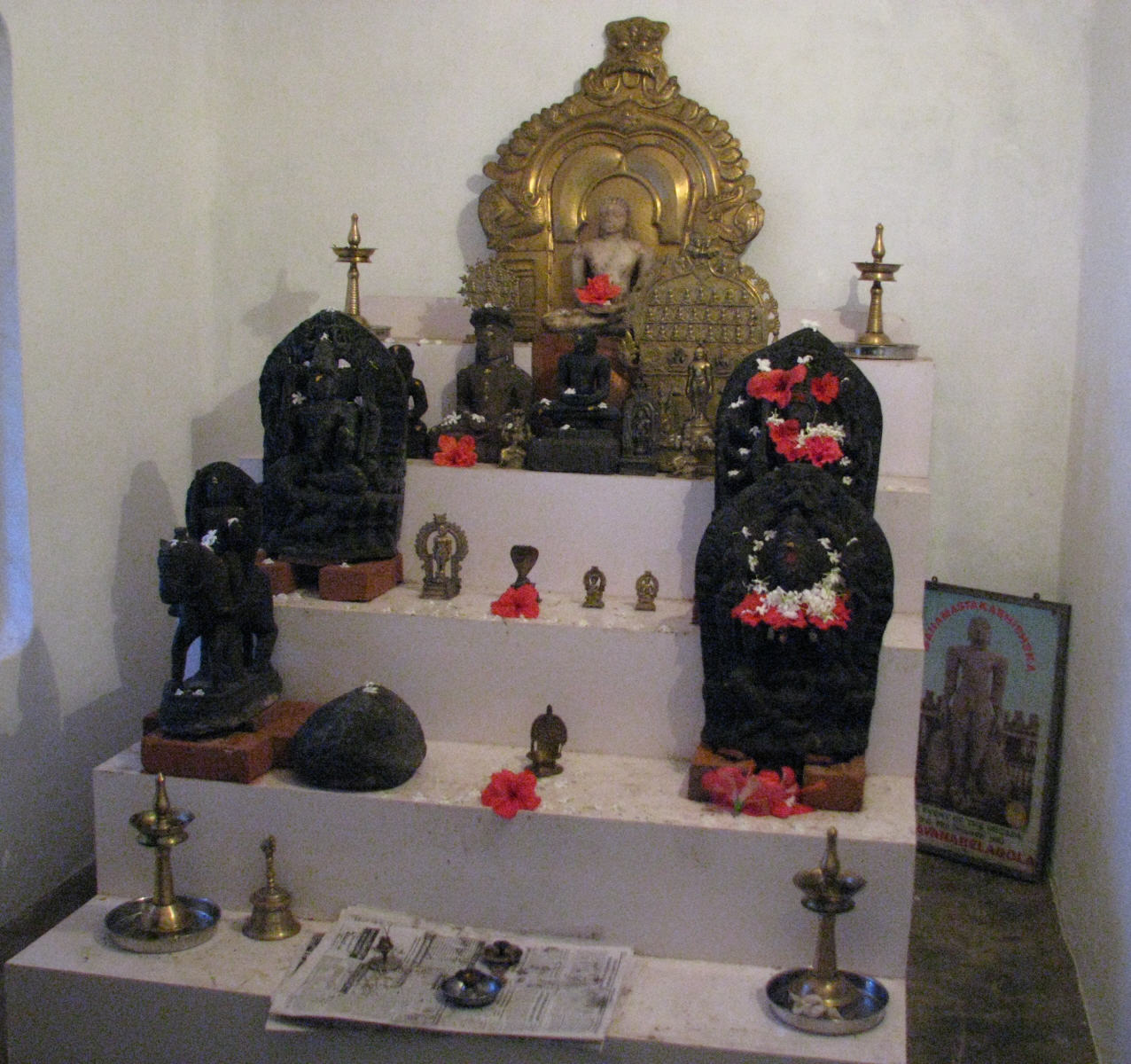
Một bàn thờ của người Kỳ Na giáo

3. Tam bảo: Một nguyên tắc khác cũng là phần cốt lõi của người tu theo Kỳ Na giáo phải sống với "Tam bảo", tức là thực hiện đúng đắn ba nguyên tắc, để không đi quá xa với nền tảng giáo lý:
  1. Niềm tin không thay đổi.
  2. Tri thức phải hiểu biết sâu sắc.
  3. Đức hạnh phải rạng ngời.